# 市場風險
市場風險，即由于市场交易中风险因素的变化和波动，可能导致所持有投资组合或金融資產產生的損失。
常见的市場風險包括：
- 股市风险：因股价或股价指数变化引起的风险
- 利率风险
- 汇率风险
- 大宗商品风险